# Melomys howi
Melomys howi là một loài động vật có vú trong họ Chuột, bộ Gặm nhấm. Loài này được Kitchener, in Kitchener & Suyanto miêu tả năm 1996.